# Espada e planeta

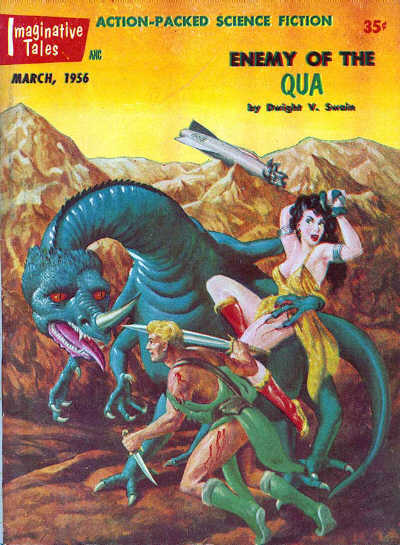
Capa da revista pulp Imaginative Tales, março de 1956, arte de Malcolm Smith

Espada e planeta (sword and planet no original) é um subgênero da fantasia científica que apresenta histórias de aventura empolgante estabelecidas em outros planetas, e, geralmente, com terráqueos como protagonistas. O nome deriva dos heróis do gênero envolvendo seus adversários em combate corpo a corpo, principalmente com armas brancas simples, tais como espadas, mesmo em um cenário que muitas vezes tem tecnologia avançada. Embora existam trabalhos que anunciam o gênero, como Across The Zodiac de Percy Greg (1880) e Lieut. Gullivar Jones: His Vacation de Edwin Lester Arnold (1905), publicado nos EUA em 1964 como Gulliver of Mars), o protótipo para o gênero é Uma Princesa de Marte, de Edgar Rice Burroughs originalmente seriado pela revista pulp  All-Story em 1912 como "Under the Moons of Mars".
O gênero antecede a popularidade mainstream da ficção científica, e não apresentam necessariamente qualquer rigor científico, sendo contos românticos de uma grande aventura. Pouca atenção é dada para explicar por que o ambiente do planeta alienígena é compatível com a vida da Terra, só que ele faz, a fim de permitir que o herói para se movimentar e interagir com os nativos. Tecnologia nativa, muitas vezes, quebram as leis conhecidas da física.
A expressão "espada e planeta" é construída para imitar os termos espada e feitiçaria e espada e sandália. A frase parece ter sido cunhado em 1960 por Donald A. Wollheim, editor de Ace Books, e mais tarde editor da DAW Books, num momento em que o gênero estava passando por um renascimento. Ambas Ace Books e DAW Books foram importantes em republicar histórias do gênero publicadas originalmente em revistas pulp, bem como a publicação de uma grande quantidade de novos trabalhos, escritos por uma nova geração de autores.
Há alguma sobreposição entre a espada e planeta e o romance planetário, embora alguns trabalhos são considerados como pertencentes a um e não ao outro. Em geral, o romance planetário é considerado mais um subgênero de space opera, influenciado por romances como Uma Princesa de Marte, mais moderno e tecnologicamente sensato, enquanto a espada e planeta tentam imitar diretamente convenções estabelecidas por Burroughs.

## Primórdios

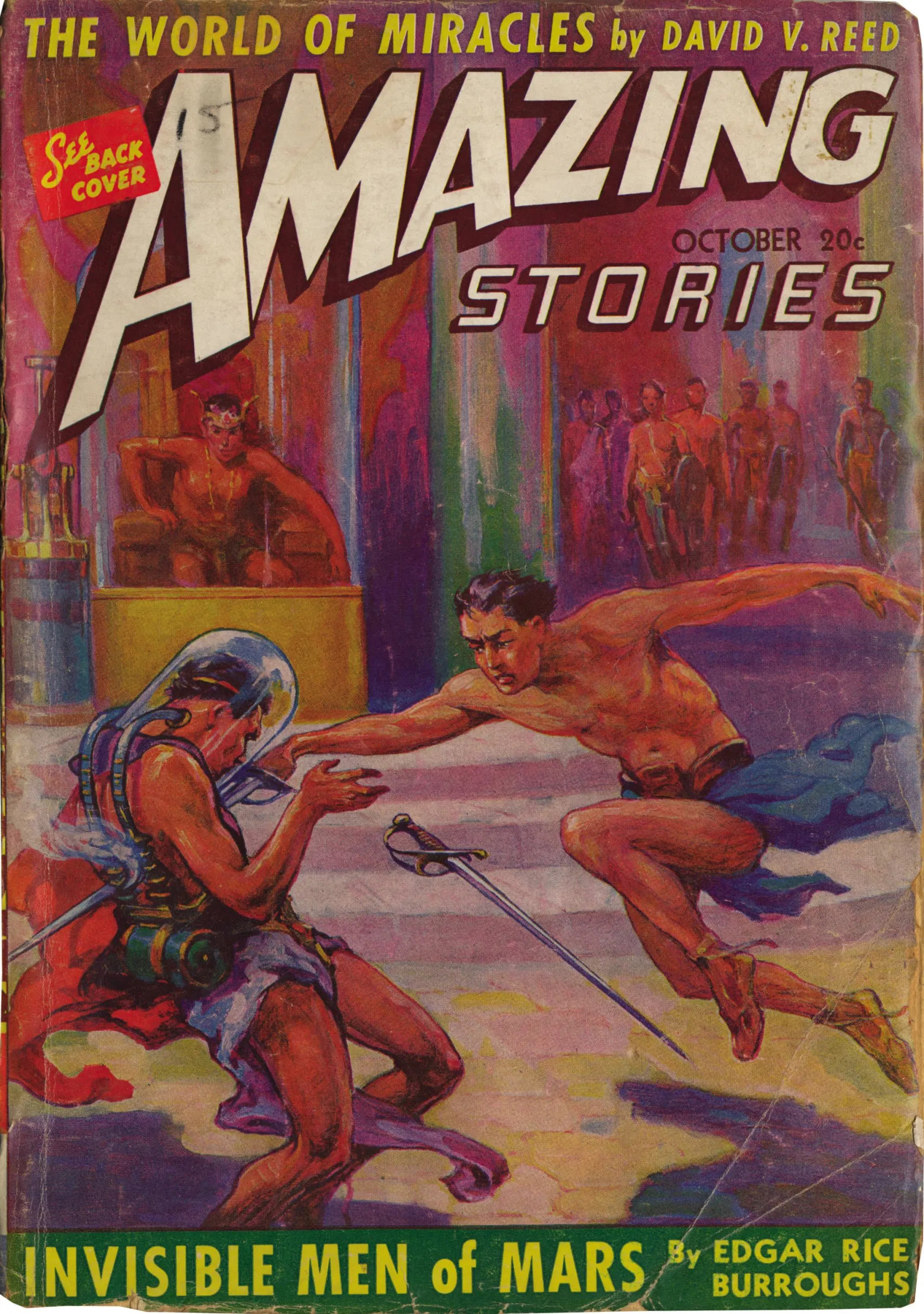
Inivible Men of Mars na capa de Amazing Stories, outubro de 1941, arte de J. Allen St, John

Em A Princess of Mars, John Carter, um oficial e soldado confederado, começou a prospecção no Arizona depois da guerra para recuperar sua fortuna. Em circunstâncias misteriosas, ele é transportado para Marte, chamado Barsoom por seus habitantes. Lá ele encontra alienígenas selvagens e monstruosos, uma linda princesa e uma vida de aventura e maravilha. Burroughs seguiu este primeiro livro com várias outras histórias de Barsoom, e outra série que poderia ser considerada espada e planeta, caracterizando como herói Carson Napier e suas aventuras em Vênus, conhecido nativamente como Amtor. A série Pellucidar de Burroughs poderia ser considerada um série de espada e planeta (interno), já que segue a maioria das convenções descritas abaixo.

## Forma

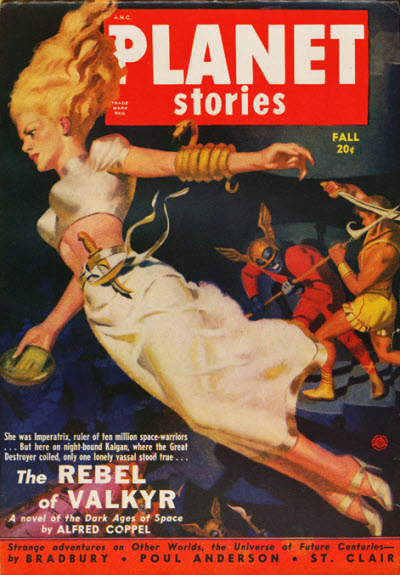
Capa de Planet Stories, 1950

Burroughs estabeleceu um conjunto de convenções que foram seguidas de perto pela maioria das outras entradas no gênero espada e planeta. O primeiro livro típico de uma série de espada e planeta usa alguns ou todos os seguintes pontos da trama:
Um protagonista masculino rude, mas cavalheiresco, da Terra de um período não muito distante do nosso, encontra-se transportado para um mundo distante. O transporte pode ser feito através de projeção astral, teletransporte, viagem no tempo ou qualquer forma similar de magia científica, mas não deve implicar que viajar entre mundos seja fácil ou comum. O terrestre, assim, encontra-se o único representante de sua própria raça em um planeta alienígena. Este planeta está em um estágio pré-moderno, até mesmo bárbaro, de civilização, mas pode, aqui e ali, ter tecnologias notáveis que insinuam um passado mais avançado. Não há nenhuma obrigação para as propriedades físicas ou biologia do planeta alienígena seguirem qualquer entendimento científico das condições potenciais dos mundos habitáveis; em geral, as condições serão parecidas com a da Terra, mas com variações como um sol de cores diferentes ou diferentes números de luas. Uma gravidade menor pode ser invocada para explicar coisas como grandes animais voadores ou pessoas, ou a força sobre-humana do herói, mas de outra forma será ignorada. (A Princess of Mars, no entanto, quando foi escrita, seguiu vagamente as teorias mais otimistas sobre Marte - por exemplo, aquelas de Percival Lowell que imaginaram Marte morrendo e seco regado por uma rede de canais artificiais).

Não muito tempo depois de descobrir sua situação, o terráqueo encontra-se preso em uma luta entre duas ou mais facções, nações ou espécies. Ele fica ao lado, é claro, da nação com a mulher mais bonita, que às vezes acaba se tornando uma princesa. Antes de poder cortejá-la seriamente, no entanto, ela é sequestrada por um vilão diabólico ou vilões. O terráqueo, pegando sua espada (a arma local escolhida, com a qual ele tem um talento), inicia uma missão para recuperar a mulher e espantar os sequestradores. No caminho, ele atravessa territórios selvagens e inóspitos, confronta animais e monstros selvagens, descobre civilizações perdidas governadas por tiranos cruéis ou sacerdotes perversos, e repetidamente se envolverá em lutas de espadas aventureiras, será aprisionado, ousadamente fugirá e resgatará outros prisioneiros, e matará qualquer homem ou fera que esteja em seu caminho. No final da história, ele vai derrotar o vilão e libertar a princesa em cativeiro, apenas para descobrir outra crise emergente que exigirá toda a sua inteligência e músculo, mas não será resolvida até o próximo romance emocionante nas aventuras de ...!

## Cronologia
Histórias no gênero espada e planeta caem principalmente em duas classes cronológicas. O primeiro inclui as histórias do próprio Burroughs e seus primeiros imitadores, dos quais Otis Adelbert Kline foi o mais significativo. O segundo e maior grupo inclui autores que começaram a escrever os pastiches de Burroughs de meados da década de 1960 até o início da década de 1970. Tais autores incluíram Lin Carter e Michael Moorcock. Exceto pelas continuações das sequências estendidas de Dray Prescot e Gor, e paródias ocasionais de séries anteriores, não surgiram muitas novas obras no gênero das principais editoras desde 1980. Uma exceção notável são dois livros de SM Stirling, publicados pela Tor, The Sky People, (2006) e In the Courts of the Crimson Kings (2008). Editoras menores continuaram a publicar novas obras no gênero, principalmente a Wildside Press, sobretudo através do selo The Borgo Press. Em 2007, por exemplo, Wildside/Borgo publicou um novo livro na série Torlo Hannis of Noomas de Charles Nuetzel, e imprimiu a trilogia Talera de Charles Allen Gramlich (Charles Gramlich).

## Lista de obras

### SérieBarsoom
- A Princess of Mars (1912)
- The Gods of Mars (1914)
- The Warlord of Mars (1918)
- Thuvia, Maid of Mars (1920)
- The Chessmen of Mars (1922)
- The Master Mind of Mars (1928)
- A Fighting Man of Mars (1931)
- Swords of Mars (1936)
- Synthetic Men of Mars (1940)
- Llana of Gathol (1948)
- John Carter of Mars (1964)
  - "John Carter and the Giant of Mars" (1940) escrito pelo filho John Coleman Burroughs.
  - "Skeleton Men of Jupiter" (1942)

### SérieVênus

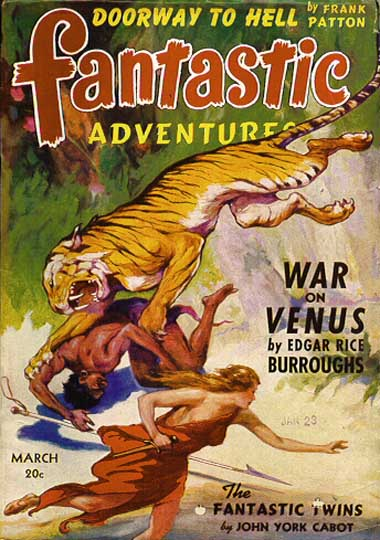
"War on Venus", quarta parte de "Escape on Venus", capa da revista Fantastic Adventures, março de 1942, arte de J. Allen St. John

- Pirates of Venus (1934)
- Lost on Venus (1935)
- Carson of Venus (1939)
- Escape on Venus (1946)
- The Wizard of Venus (1970)

### Alex Raymond
- Flash Gordon (1934) Tira de jornal, cinema, rádio, televisão e animação

### Roger Sherman Hoar(como Ralph Milne Farley)

#### SérieVênus
- The Radio Man (1924) ou An Earthman on Venus
- The Radio Beasts (1925)
- The Radio Planet (1926)
- The Radio Man Returns (2005) incluindo The Radio Minds of Mars

### John Ulrich Giesy

#### SériePalo
- Palos of the Dog Star Pack (1918)
- The Mouthpiece of Zitu (1919)
- Jason, Son of Jason (1921)

### Alexei Tolstoy
- Aelita (1923)

#### SérieVênus
- Planet of Peril (1929)
- Prince of Peril (1930)
- The Port of Peril (1932) ou Buccaneers of Venus

#### SérieMarte
- The Swordsman of Mars (1933)
- The Outlaws of Mars (1933)

### Gustave LeRouge
- The Vampires of Mars (1908) ou The Prisoner of the Planet Mars
- The War of the Vampires (1909)

### Edmond Hamilton

#### SérieStuart Merrick
- Kaldar, World of Antares (1933)
- The Snake-men of Kaldar (1933)
- The Great Brain of Kaldar (1935)

### Robert E. Howard
- Almuric (1939/1964 )- iniciou em 1936, alegadamente concluída postumamente por Otis Adelbert Kline)

### Manly Wade Wellman
- Sojarr of Titan (1941)

### Gardner F. Fox

#### SérieLlarn
- Warriors of Llarn (1964)
- Thief of Llarn (1966)

### Michael Moorcock

#### SérieSojan the Swordsman(conos juvenis)
- Sojan the Swordsman (1957)
- Sojan, Swordsman of Zylor (1957)
- Sojan and the Sea of Demons (1957)
- Sojan and the Plain of Mystery (1958)
- Sojan and the Sons of the Snake-God (1958)
- Sojan and the Devil Hunters of Norj (1958)
- Klan the Spoiler (1958)
- Dek of Noothar (1957)
- Rens Karto of Bersnol (1958)

#### SérieKane of Old Mars series(escrito com o pseudônimo Edward Powys Bradbury)
- Warrior of Mars (1965) ou City of the Beast
- Blades of Mars (1965) ou Lord of the Spiders
- Barbarians of Mars (1965) ou Masters of the Pit

### John Frederick Lange (escrito com o pseudônimoJohn Norman)

#### SérieGor
1. Tarnsman of Gor (1966)
2. Outlaw of Gor (1967)
3. Priest-Kings of Gor (1968)
4. Nomads of Gor (1969)
5. Assassin of Gor (1970)
6. Raiders of Gor (1971)
7. Captive of Gor (1972)
8. Hunters of Gor (1974)
9. Marauders of Gor (1975)
10. Tribesmen of Gor (1976)
11. Slave Girl of Gor (1977)
12. Beasts of Gor (1978)
13. Explorers of Gor (1979)
14. Fighting Slave of Gor (1980)
15. Rogue of Gor (1981)
16. Guardsman of Gor (1981)
17. Savages of Gor (1982)
18. Blood Brothers of Gor (1982)
19. Kajira of Gor (1983)
20. Players of Gor (1984)
21. Mercenaries of Gor (1985)
22. Dancer of Gor (1985)
23. Renegades of Gor (1986)
24. Vagabonds of Gor (1987)
25. Magicians of Gor (1988)
26. Witness of Gor (2001)
27. Prize of Gor (2008)
28. Kur of Gor (2009)
29. Swordsmen of Gor (2010)
30. Mariners of Gor (2011)
31. Conspirators of Gor (2012)
32. Smugglers of Gor (2012)
33. Rebels of Gor (2013)
34. Plunder of Gor (2016)
35. Quarry of Gor (2019)

### Philip José Farmer

#### SérieThe World of Tiers
- The Maker of Universes (1965)
- The Gates of Creation (1966)
- A Private Cosmos (1968)
- Behind the Walls of Terra (1970)
- The Lavalite World (1977)
- Red Orc's Rage (1991)
- More Than Fire (1993)

### Mike Resnick

#### SérieGanymede
- The Goddess of Ganymede (1968)
- Pursuit on Ganymede (1968)

### Charles Nuetzel

#### SérieTorlo Hannis
- Warriors of Noomas (1969)
- Raiders of Noomas (1969)
- Slavegirl of Noomas (2007) (With Heidi Garrett)

### Lin Carter

#### SérieCallisto
- Jandar of Callisto (1972)
- Black Legion of Callisto (1972)
- Sky Pirates of Callisto (1973)
- Mad Empress of Callisto (1975)
- Mind Wizards of Callisto (1975)
- Lankar of Callisto (1975)
- Ylana of Callisto (1977)
- Renegade of Callisto (1978)

#### SérieGreen Star Series
- Under the Green Star (1972)
- When the Green Star Calls (1973)
- By the Light of the Green Star (1974)
- As the Green Star Rises (1975)
- In the Green Star's Glow (1976)

#### SérieMysteries of Mars
- The Man Who Loved Mars (1973)
- The Valley Where Time Stood Still (1974)
- The City Outside the World (1977)
- Down to a Sunless Sea (1984)

### Leigh Brackett

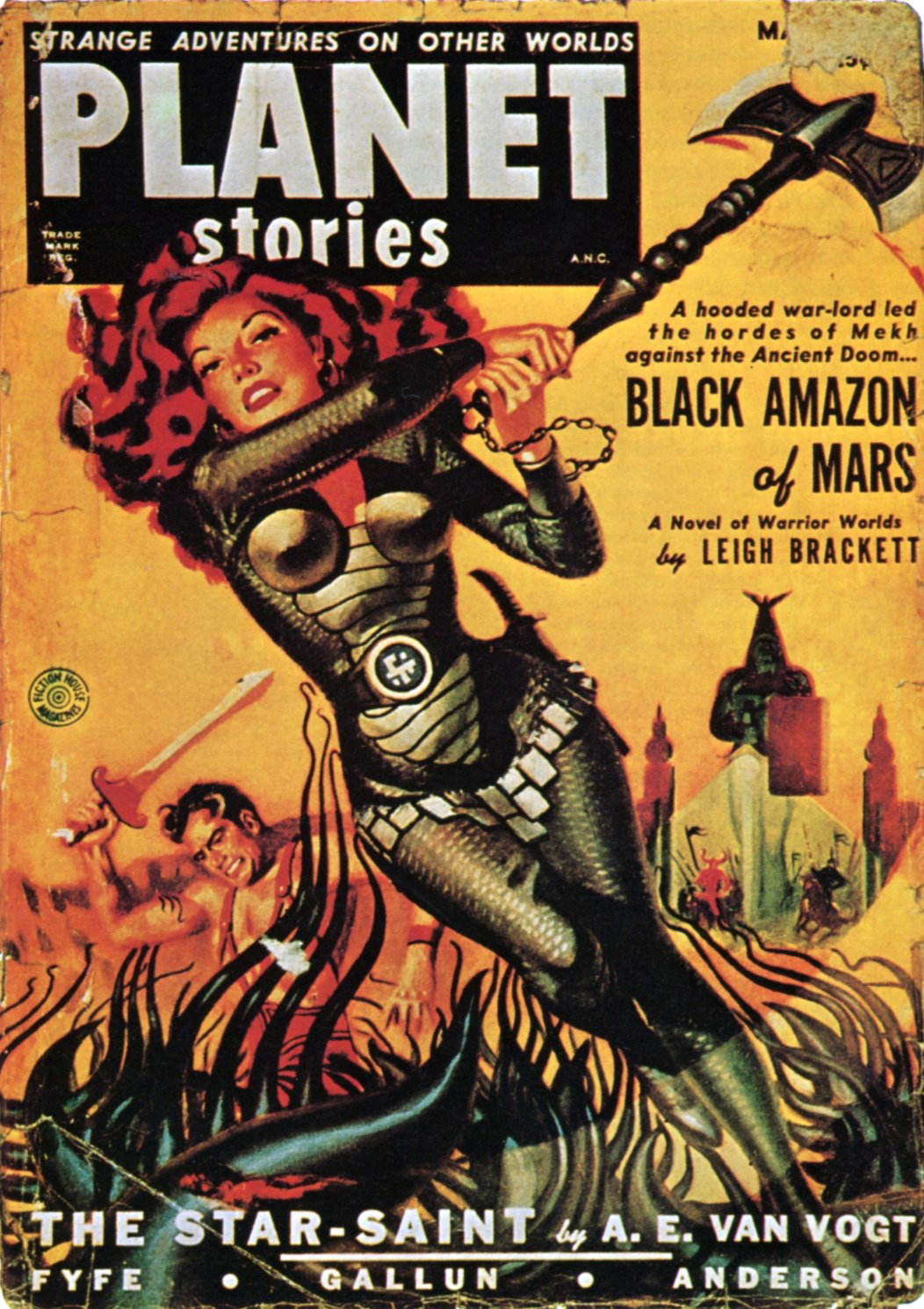
A novela "Black Amazon of Mars" de Leigh Brackett na da capa na edição de março de 1951 da revista Planet Stories.

#### Série Eric John Stark
- Eric John Stark: Outlaw of Mars (1982)
  - The Secret of Sinharat (1964 - revisão de Queen of the Martian Catacombs (1949)
  - People of the Talisman (1964 - revisão de Black Amazon of Mars (1951)
- Enchantress of Venus (também conhecida como City of the Lost Ones) (1949)
- The Book of Skaith (1976)
  - The Ginger Star (1974)
  - The Hounds of Skaith (1974)
  - The Reavers of Skaith (1976)

#### Other
- The Sword of Rhiannon (Publicada originalmente como "Sea-Kings of Mars")
- Lorelei of the Red Mist (com Ray Bradbury)
- Shadow over Mars

### Animação
- Blackstar - desenho animado de 1981 com muitos elementos do gênero representado.
- Masters of the Universe - uma franquia de mídia. Enquanto o protagonista da série não é da Terra, sua mãe vem da Terra.
- The Pirates of Dark Water (1991-1992) -  uma série animada de fantasia produzida pela Hanna-Barbera.
- Planet Hulk - Um filme de animação baseado nos quadrinhos da Marvel, lançado diretamente em vídeo.

## Ver Também
- Espada e feitiçaria
- Romance planetário
- Space opera
- Espada e sandália